# Federico Wechsung
Federico Guillermo Wechsung (* 17. Juli 1975 in Monte Grande) ist ein argentinischer römisch-katholischer Geistlicher und Weihbischof in La Plata.

## Leben
Federico Wechsung studierte Katholische Theologie und empfing am 25. März 2006 das Sakrament der Priesterweihe für das Bistum Lomas de Zamora.
Nach weiteren Studien an der Päpstlichen Katholischen Universität von Argentinien erwarb er das Lizenziat in Kanonischem Recht. Neben Aufgaben in der Pfarrseelsorge lehrte er als Professor an der Universidad Nacional de Lomas De Zamora. Zudem war er Präsident des interdiözesanen Tribunals in La Plata.
Papst Franziskus ernannte ihn am 25. Februar 2023 zum Titularbischof von Pederodiana und zum Weihbischof in La Plata. Der Erzbischof von La Plata, Víctor Manuel Fernández, spendete ihm am 15. April desselben Jahres in der Kathedrale von La Plata die Bischofsweihe. Mitkonsekratoren waren der Bischof von Río Gallegos, Jorge Ignacio García Cuerva, der Bischof von Gregorio de Laferrère, Jorge Martín Torres Carbonell, der Bischof von Lomas de Zamora, Jorge Rubén Lugones SJ, und der Bischof von Mar del Plata, Gabriel Antonio Mestre.